# Арана, Адольфо Роке Эстебан
Адольфо Роке Эстебан Арана (исп. Adolfo Roque Esteban Arana; 3 сентября 1916 год, Буэнос-Айрес, Аргентина — 8 января 2003 год, Аргентина) — католический прелат, епископ Санта-Росы с 23 февраля 1973 года по 6 апреля 1984 года, епископ Рио-Куарто с 6 апреля 1984 года по 22 апреля 1992 года.

## Биография
Родился 3 сентября 1916 года в Буэнос-Айресе. 23 сентября 1944 года был рукоположён в священники.
23 февраля 1973 года Римский папа Павел VI назначил его епископом Санта-Росы. 1 апреля 1973 года состоялось его рукоположение в епископы, которое совершил архиепископ Буэнос-Айреса кардинал Антонио Каджиано в сослужении с вспомогательным епископом Буэнос-Айреса и титулярным епископом Турра Бизаценского Хуаном Карлосом Арамбуру и епископом Сан-Мартина Мануэлем Менендесом.
6 апреля 1984 года Римский папа Иоанн Павел II назначил его епископом Рио-Куарто.
22 апреля 1992 года подал в отставку. Скончался 8 января 2003 года.